# Waddhamana
Waddhamana es una ciudad censal situada en el distrito de Nagpur en el estado de Maharashtra (India). Su población es de 6148 habitantes (2011). Se encuentra a 12 km de Nagpur.

## Demografía
Según el censo de 2011 la población de Waddhamana era de 6148 habitantes, de los cuales 3133 eran hombres y 3015 eran mujeres. Waddhamana tiene una tasa media de alfabetización del 86,99%, superior a la media estatal del 82,34%: la alfabetización masculina es del 90,72%, y la alfabetización femenina del 83,12%.